# (5667) Nakhimovskaya
(5667) Nakhimovskaya es un asteroide perteneciente al cinturón de asteroides descubierto el 16 de agosto de 1983 por Tamara Mijáilovna Smirnova desde el Observatorio Astrofísico de Crimea (República de Crimea).

## Designación y nombre
Designado provisionalmente como 1983 QH1. Fue nombrado Nakhimovskaya con motivo del 50 aniversario del Colegio Náutico Nakhimov (San Petersburgo), que lleva el nombre de un destacado comandante naval ruso, Pável Stepánovich Najímov. Fundado para capacitar a jóvenes navegantes, muchos de los exalumnos de las universidades se han convertido en capitanes experimentados y científicos prominentes, que han hecho contribuciones considerables al desarrollo de la ciencia rusa y la armada rusa.

## Características orbitales
Nakhimovskaya está situado a una distancia media del Sol de 2,277 ua, pudiendo alejarse hasta 2,705 ua y acercarse hasta 1,850 ua. Su excentricidad es 0,187 y la inclinación orbital 4,103 grados. Emplea 1255,46 días en completar una órbita alrededor del Sol.

## Características físicas
La magnitud absoluta de Nakhimovskaya es 13,8. Tiene 4,685 km de diámetro y su albedo se estima en 0,304. 